# Turnerville (Wyoming)
Turnerville es un lugar designado por el censo del condado de Lincoln, Wyoming, Estados Unidos. Según el censo de 2020, tiene una población de 222 habitantes.
En los Estados Unidos, un lugar designado por el censo (traducción literal de la frase en inglés census-designated place, CDP) es una concentración de población identificada por la Oficina del Censo exclusivamente para fines estadísticos.

## Geografía
Está ubicado en las coordenadas 42°51′45″N 110°54′3″O / 42.86250, -110.90083 (42.862419, -110.900728). Según la Oficina del Censo, tiene una superficie de 13 km², correspondientes en su totalidad a tierra firme.

## Demografía
Según el censo de 2000, en ese momento los ingresos medios de los hogares eran de $52,857 y los ingresos medios de las familias eran de $54,107. Los ingresos per cápita eran de $29,456. Los hombres tenían ingresos medios por $49,107 mientras que las mujeres no recibían ingresos por ningún concepto. No había habitantes por debajo de la línea de pobreza nacional.
De acuerdo con la estimación 2017-2021 de la Oficina del Censo, los ingresos medios de los hogares y de las familias son de $181,500. No hay habitantes por debajo de la línea de pobreza nacional.